# Erich Beer
Erich Beer (n. Neustadt, 9 de diciembre de 1946) es un entrenador y exjugador de fútbol profesional alemán que jugaba en la demarcación de centrocampista.

## Biografía
Erich Beer se inició como futbolista en el TBVfL Neustadt-Wildenheid a los 14 años de edad. Tras siete años jugando en las filas del club, pasó a jugar ya profesionalmente con el SpVgg Greuther Fürth. Un año después fue traspasado al F. C. Núremberg, durante una temporada. Posteriormente jugó para el Rot-Weiss Essen antes de que el Hertha Berlín se hiciera con el jugador. Jugó en el club durante ocho temporadas en las que marcó 99 goles en 296 partidos jugados. En 1979 fichó por el Al-Ittihad saudí, y finalmente en 1981 hizo lo propio por el TSV 1860 Múnich, retirándose como futbolista en 1982. Al año siguiente, el mismo club en el que se retiró le ofreció el cargo de entrenador. Y tras dos años en el club, fichó por el SpVgg Bayreuth, siendo este su último club entrenado.

## Selección nacional
Erich Beer llegó a ser convocado por la Selección de fútbol de Alemania Occidental un total de 24 partidos en los que llegó a marcar 7 goles. Jugó la Eurocopa de 1976 y la Copa Mundial de Fútbol de 1978.

## Clubes

### Como futbolista
| Club                 | País                | Año       | Partidos | Goles |
| -------------------- | ------------------- | --------- | -------- | ----- |
| SpVgg Greuther Fürth | Alemania Occidental | 1967-1968 | ¿?       | ¿?    |
| F. C. Núremberg      | Alemania Occidental | 1968-1969 | 28       | 2     |
| Rot-Weiss Essen      | Alemania Occidental | 1969-1971 | 67       | 12    |
| Hertha Berlín        | Alemania Occidental | 1971-1979 | 296      | 99    |
| Al-Ittihad           | Arabia Saudita      | 1979-1981 | ¿?       | ¿?    |
| TSV 1860 Múnich      | Alemania Occidental | 1981-1982 | 33       | 9     |

### Como entrenador
| Club            | País                | Año       |
| --------------- | ------------------- | --------- |
| TSV 1860 Múnich | Alemania Occidental | 1983-1984 |
| SpVgg Bayreuth  | Alemania Occidental | 1985      |

## Palmarés

### Como futbolista
F. C. Núremberg
- Bundesliga: 1968
- Copa Intertoto de la UEFA: 1968

Hertha Berlín
- Copa Intertoto de la UEFA: 1978

### Como entrenador
SpVgg Bayreuth
- Bayernliga: 1985